# کورنیداس (تگزاس)
کورنیداس (به انگلیسی: Cornudas) یک منطقهٔ مسکونی در ایالات متحده آمریکا است که در شهرستان هادسپت، تگزاس واقع شده‌است. کورنیداس ۱۹ نفر جمعیت دارد و ۱٬۳۱۳٫۰۹ متر بالاتر از سطح دریا واقع شده‌است.